# Strunz & Farah
Strunz & Farah è un duo di chitarristi che suonano un genere misto tra world fusion e flamenco.

## Storia
Jorge Strunz, nato in Costa Rica, e Ardeshir Farah, iraniano, si incontrarono negli Stati Uniti nel 1979. Jorge Strunz fu uno dei fondatori di "Caldera", una latin band che combinava jazz, funk e rock insieme a musica latina. Lo scarso successo commerciale fece sì che l'attività del gruppo cessasse. Jorge Strunz formò quindi il duo con Ardeshir Farah. Entrambi suonatori di chitarra a livello professionale, formarono subito un duo affiatato, dando luogo al loro primo disco, Mosaico, nel 1980.
Il percorso musicale si evolve partendo da sonorità non sempre di facile ascolto, dalle tendenze estremamente esotiche (celebre la frase del produttore del loro primo disco il quale, dopo aver ascoltato le registrazione esclamò: "Grande lavoro ragazzi, ma dove andiamo a venderlo, a Timbuktu?" [Cit. ultima pagina di copertina di "Heat of the Sun"]).
Con il tempo i suoni si ammorbidiscono e si arricchiscono di nuove sonorità: agli strumenti precolombiani si aggiungono quelli "tradizionali", che insieme alla straordinaria bravura tecnica del duo, contribuiscono a creare atmosfere a volte orientali altre latine, ma comunque molto più ascoltabili.

## Discografia
- Mosaico - (1980)
- Frontera - (1984)
- Guitarras - (1985)
- Misterio - (1989)
- Primal Magic - (1990)
- Américas - (1992)
- Heat of the Sun - (1995)
- Live - (1997)
- Wild Muse - (1998)
- The Best Of: - (2000)
- Stringweave - (2001)
- Rio de Colores - (2003)
- In Performance - (2003); DVD
- Zona Torrida - (2004)
- Desert Guitars - (2005)
- Fantaseo - (2006)
- Jungle Guitars - (2006)

### Altri Album
- The Living Sea: Colonna sonora del film IMAX